# Uittosaari (ö i Norra Karelen)
Uittosaari är en ö i vattendraget Haapajoki och i kommunen Ilomants i landskapet Norra Karelen, i den östra delen av Finland, 400 km nordost om huvudstaden Helsingfors. Öns area är 10,6 hektar och dess största längd är 0,6 kilometer i sydväst-nordöstlig riktning.